# Nacella polaris
Nacella polaris is een slakkensoort uit de familie van de Nacellidae. De wetenschappelijke naam van de soort is voor het eerst geldig gepubliceerd in 1841 door Hombron & Jacquinot.